# Kay van de Vorst
Kay van de Vorst (Helmond, 17 november 2000) is een Nederlands voetballer die doorgaans als middenvelder speelt.

## Clubcarrière
Kay van de Vorst speelde in de jeugd van Rood-Wit '62 en VVV-Venlo alvorens hij in de zomer van 2019 de overstap maakte naar Helmond Sport.. Hij maakte daar zijn debuut op 25 oktober 2019, in een met 1-4 verloren thuiswedstrijd tegen Telstar. Hij kwam in de 71e minuut in het veld voor Tibeau Swinnen. Na twee jaar verruilde hij Helmond Sport voor derdedivisionist OSS '20.

## Clubstatistieken
| Seizoen        | Club           | Competitie     | Competitie | Competitie | Beker | Beker | Overig | Overig | Totaal | Totaal |
| Seizoen        | Club           | Competitie     | Wed.       | Dlp.       | Wed.  | Dlp.  | Wed.   | Dlp.   | Wed.   | Dlp.   |
| -------------- | -------------- | -------------- | ---------- | ---------- | ----- | ----- | ------ | ------ | ------ | ------ |
| 2019/20        | Helmond Sport  | Eerste divisie | 6          | 0          | 0     | 0     | —      | —      | 6      | 0      |
| 2020/21        | Helmond Sport  | Eerste divisie | 4          | 0          | 0     | 0     | —      | —      | 4      | 0      |
| 2021/22        | OSS '20        | Derde divisie  | 19         | 3          | 0     | 0     | —      | —      | 19     | 3      |
| 2022/23        | OSS '20        | Derde divisie  | 14         | 1          | 1     | 0     | —      | —      | 15     | 1      |
| Carrièretotaal | Carrièretotaal | Carrièretotaal | 43         | 4          | 1     | 0     | 0      | 0      | 44     | 4      |

Bijgewerkt tot en met 17 december 2022